# Paul François Grossetti
 (juillet 2018).
Si vous disposez d'ouvrages ou d'articles de référence ou si vous connaissez des sites web de qualité traitant du thème abordé ici, merci de compléter l'article en donnant les références utiles à sa vérifiabilité et en les liant à la section « Notes et références ».
Paul-François Grossetti (10 septembre 1861 - 7 janvier 1918) est un général français.

## Biographie

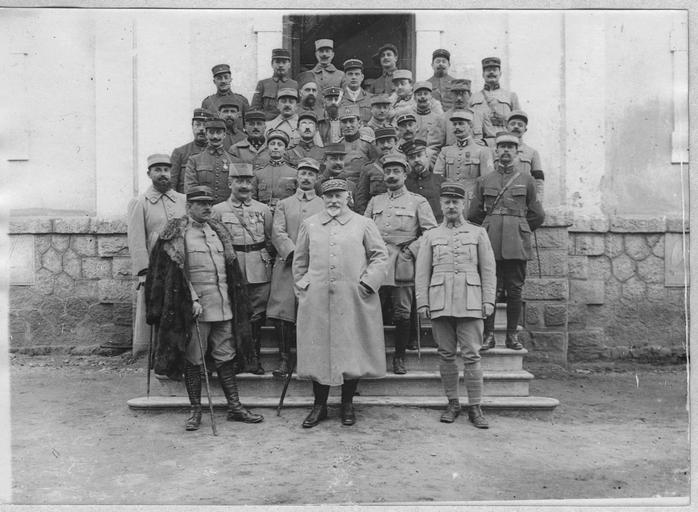
Le général Grossetti et son état-major à Flórina en 1917.

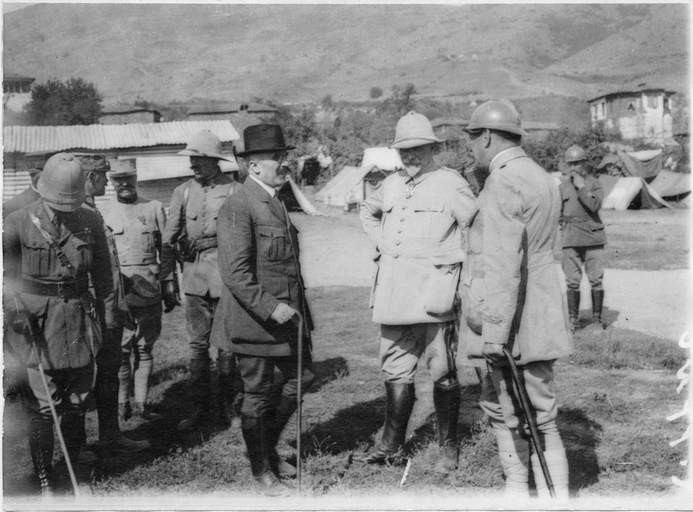
En 1917 sur le front de Serbie avec Justin Godart et le général Venel.

S’il est né à Paris, il est le fils d’un Corse issu du village de Grosseto-Prugna en Corse-du-Sud, Paul François Grossetti, capitaine au 44e régiment d'infanterie de ligne (affecté à la caserne du Prince Eugène de Paris) et de Anna Félicité Colonna. Il s'était marié à Marianne Constance Castagneto. Après Saint-Cyr[Quand ?], d'où il sort troisième sur 357, il poursuit fort logiquement une carrière militaire qui l’emmène entre autres en Afrique et en Asie. Il suivit aussi l'École Supérieure de Guerre du 21 avril 1890 au 1er novembre 1893 avec un brevet d'état-major et la mention très bien.
Il était présent en Algérie de 1881 à 1885 et a participé à l'écrasement de mouvements insurrectionnels. Il a participé à l'Expédition du Tonkin pour la création de la Cochinchine française.
En 1914, lorsque débute la Première Guerre mondiale, Grossetti, la cinquantaine passée, est  général. Il commande la  42e division d'infanterie et prend  part à la plupart des batailles de la « guerre de mouvement » et à la « course à la mer ». Sur l’Yser en octobre 1914, il vient renforcer la droite de l'armée belge, contribuant ainsi à stopper les Allemands.
À la suite de sa participation aux batailles de Champagne et de Verdun, il est appelé à participer à la direction générale des troupes au sein de l’état-major puis à diriger en 1917 l’armée française engagée sur le front oriental (armée d'Orient). Fait croix de grand officier de la Légion d’honneur, il contracte une dysenterie et meurt à Paris moins d’un an avant l’armistice le 7 janvier 1918. Il est inhumé à l’issue d’obsèques nationales au cimetière du Père-Lachaise (94e division) à Paris.
Il est l'oncle d'Eugène Deloncle, cofondateur de la Cagoule, fils du commandant Antoine Charles Louis Deloncle (qui refusa de quitter la passerelle du paquebot La Bourgogne lors de son naufrage, le 4 juillet 1898, et fut englouti en mer avec lui) et d'Anna Ange Marie Grossetti, sa sœur.

## Campagnes
- Afrique du 26 octobre 1881 au 4 novembre 1881 ;
- Algérie faisant partie des colonnes contre les mouvements insurrectionnels (en guerre), du 5 novembre 1881 au 14 juin 1882 ;
- Afrique du 15 juin 1882 au 15 octobre 1882 ;
- Algérie faisant partie des colonnes contre les mouvements insurrectionnels (en guerre), du 16 octobre 1882 au 31 décembre 1882 ;
- Afrique du 1er janvier 1883 au 12 mars 1883 ;
- Afrique du 3 août 1883 au 18 janvier 1885 ;
- Corps expéditionnaire du Tonkin (en guerre), du 16 février 1885 au 2 février 1886 ;
- Corps expéditionnaire du Cambodge (en guerre), du 3 février 1886 au 30 mai 1886 ;
- Corps expéditionnaire du Tonkin (en guerre), du 31 mai 1886 au 25 juillet 1887 ;
- Afrique du 26 juillet 1887 au 29 octobre 1890 ;

## Décorations
- Médaille du Tonkin ;
- Chevalier de la Légion d'honneur, 25 décembre 1893 ;
- Officier, le 10 juillet 1913 ;
- Grand officier, en 1918 ;
- Médaille coloniale, agrafe Algérie ;
- Chevalier de l'ordre royal du Cambodge, 12 juin 1887 ;
- Chevalier du Dragon d'Annam, 1889.

## Affectations et grades
- école spéciale militaire 31 octobre 1879, sergent fourrier le 6 octobre 1880 ;
- 2e régiment de zouaves, sous-lieutenant, 1er octobre 1881 ;
- 94e régiment d'infanterie de ligne, lieutenant, le 28 octobre 1885 ;
- 92e régiment d'infanterie de ligne, le 30 août 1886 ;
- 2e régiment de zouaves, 1er juillet 1887 ; capitaine le 2 octobre 1892 ;
- stagiaire à l'état-major de l'armée, 142e régiment d'infanterie de ligne, le 19 novembre 1892.

## Hommages
Sa statue à Ajaccio fut offerte par le roi Albert Ier, en mémoire de la bataille de l'Yser. 